# هسکل (زبان برنامه‌نویسی)
هسکل (به انگلیسی: Haskell) یک زبان برنامه‌نویسی تابعی خالص (به انگلیسی: purely functional)، استاندارد شده و همه منظوره با نوع داده مستحکم است که به یاد دانشمند حوزه منطق و استدلال به نام هسکل کاری نام‌گذاری شده‌است.
هسکل یک زبان برنامه‌نویسی پیشرفته با قابلیت استفاده عام و متن‌باز است که حاصل بیش از بیست سال پیشرفت و تحقیق می‌باشد که اجازهٔ توسعه سریع، پیاپی و مختصر و صحیح نرم‌افزار را می‌دهد. این زبان با پشتیبانی قوی از یکپارچه‌سازی با سایر زبان‌ها، همزمانی داخلی ساختمانی، پشتیبانی از برنامه‌های همروند، بررسی استاتیک انواع داده پیش از اجرا و مجهز بودن به پروفایلر و کتابخانهٔ غنی، ساخت نرم‌افزار قابل انعطاف و قابل نگهداری با کیفیت بالا را ساده می‌کند.

## تاریخچه
در پی انتشار زبان میراندا توسط Research Software Ltd در سال ۱۹۸۵، علاقه به زبان‌های تابعی تنبل افزایش یافت. تا سال ۱۹۸۷، زبان‌های تابعی خالص بسیاری به‌وجود آمده بودند. از بین اینها، میراندا بیشترین زبانی بود که استفاده می‌شد، ولی برنامه‌ها انحصاری بودند. در کنفرانسی دربارهٔ زبان‌های برنامه‌نویسی تابعی و معماری کامپیوتر (FPCA '87) در پورتلند، اورگن، یک جلسه برگزار شد که در آن شرکت‌کنندگان بر تشکیل یک کمیته برای تعریف استانداردهای باز برای زبان‌های این‌چنینی توافق کردند.

### هسکل ۱٫۰ تا ۱٫۴
اولین ورژن هسکل ("Haskell 1.0") در سال ۱۹۹۰ تعریف شد. تلاش‌های کمیته به مجموعه‌ای از تعاریف زبان منجر شد (۱٫۰، ۱٫۱، ۱٫۲، ۱٫۳، ۱٫۴).

### هسکل ۹۸
در اواخر سال ۱۹۹۷، این مجموعه تعاریف در هسکل ۹۸ به اوج خود رسید، که قرار شد یک نسخهٔ پایدار، حداقلی (Minimal)، و قابل حمل از زبان به همراه یک کتابخانه استاندارد برای آموزش و به عنوان پایه‌ای برای گسترش‌های آینده معین کنند و کمیته صریحاً از ایجاد نسخه‌های متفاوت از هسکل ۹۸ به همراه اضافه کردن ویژگی‌های تجربی در این نسخه‌ها استقبال کرد.
در فوریه ۱۹۹۹، استاندارد زبان هسکل ۹۸ به‌صورت عمومی با عنوان گزارش هسکل ۹۸ رسماً منتشر شد. در ژانویه ۲۰۰۳، یک ورژن بازبینی شده با عنوان زبان هسکل ۹۸ و کتابخانه‌هایش: گزارش بازبینی منتشر شد. زبان به رشد سریع خودش ادامه داد که با پیاده‌سازی کامپایلر گلاسکو هسکل (به اختصار GHC) استاندارد فعلی هسکل ارائه شد.

### هسکل ۲۰۱۰
در اوایل سال ۲۰۰۶، فرایند تعریف یک جانشین برای استاندارد هسکل ۹۸، که به‌صورت غیررسمی به آن هسکل پرایم می‌گفتند، آغاز شد؛ بنابراین گذاشته شد که هر ساله تعریف زبان بازبینی شود و یک نسخهٔ جدید در هر سال تولید شود. اولین بازبینی، که هسکل ۲۰۱۰ نام داشت، در نوامبر ۲۰۰۹ معرفی شد و در ژوئیه ۲۰۱۰ منتشر شد.
هسکل ۲۰۱۰ رابط توابع خارجی (Foreign Function Interface) را به هسکل اضافه کرد، و اجازه داد تا به زبان‌های برنامه‌نویسی دیگر bind شود. همچنین تعدادی مشکل در سینتکس را برطرف کرد، و الگوی n-plus-k-patterns را ممنوع کرد که برای همین استفاده از تعریفی به این فرم fact (n+1) = (n+1) * fact n دیگر مجاز نبود. این تغییرات منجر به ایجاد یک Language-Pragma-Syntax-Extension شد که نیازمند گسترش‌های مشخصی برای زبان هسکل بود. نام این گسترش‌ها در هسکل ۲۰۱۰ به شرح زیر است:
DoAndIfThenElse, HierarchicalModules, EmptyDataDeclarations, FixityResolution, ForeignFunctionInterface, LineCommentSyntax, PatternGuards, RelaxedDependencyAnalysis, LanguagePragma و NoNPlusKPatterns

## ویژگی‌ها
هسکل دارای ویژگی‌های ارزیابی تأخیری (تنبل)، تطبیق الگویی، فهم لیست‌ها، تایپ کلس‌ها، و چند ریختی تایپی است. زبانی محضاً تابعی است، به این معنی که به‌طور کلی توابع در هسکل اثر فرعی ندارند. ساختاری متمایز برای بیان کردن آثار فرعی وجود دارد، که متعامد با تایپ توابع است. یک تابع محض می‌تواند اثر فرعی ای را برگرداند که متعاقباً اجرا می‌شود، و توابع ناخالص زبان‌های دیگر را پیاده‌سازی می‌کند.
هسکل یک زبان با تایپ‌های سخت و ایستا بر پایه استنتاج تایپ هیندلی-میلنر است. نو آوری اصلی هسکل در این مسئله اضافه کردن تایپ کلس‌ها است، که در اصل به عنوان راهی اصولی برای اضافه کردن سربارگذاری به این زبان ساخته شدن اند ولی پس از آن استفاده‌های دیگری یافته هم یافته‌اند.
ساختاری که آثار فرعی را بیان می‌کند مثالی از یک مونَد است. مونَدها چارچوبی کلی هستند که می‌توانند انواع مختلفی از محاسبات، مانند رفع خطا، غیر قطعی بودن، تجزیه کردن، و حافظهٔ معاملاتی نرم‌افزاری را مدل‌سازی کنند. مونَدها به عنوان دیتا تایپ‌های معمولی تعریف شده‌اند. اما هسکل برای استفاده از آن تعدادی زیبایی زبانی ارائه می‌دهد.
هسکل مشخصات باز و منتشر شده دارد که چند پیاده‌سازی از آن وجود دارد. پیاده‌سازی اصلی آن کامپایلر باشکوه هسکل گلاسگو (جی اچ سی)، هم تفسیر گر و هم کامپایلر بومی است که در اکثر پلتفورم‌ها اجرا می‌شود. جی اچ سی بخاطر تایپ سیستم غنی ای که نو آوری‌های اخیر همچون دیتا تایپ‌های جبری عمومی و خانواده‌های تایپ را در خود جای می‌دهد مورد ملاحظه است. بازی معیار زبان‌های کامپیوتری نیز کارایی بالای پیاده‌سازی همزمانی و همسانی این زبان را به برجستگی نشان می‌دهد.
اجتماعی فعال و در حال رشد در اطراف این زبان وجود دارد؛ و بیش از ۵۴۰۰ کتاب‌خانه و ابزار متن باز سوم شخص در مخزن بسته آنلاین هکیج موجود است.

## مثال‌ها
یک مثال ساده که معمولاً برای اثبات دستور زبان تابعی به کار می‌رود، تابع فاکتوریل برای اعداد صحیح نامنفی می‌باشد که درهسکل به صورت زیر نوشته می‌شود
```
 
factorial
 
::
 
Integer
 
->
 
Integer

 
factorial
 
0
 
=
 
1

 
factorial
 
n
 
|
 
n
>
 
0
 
=
 
n
 
*
 
factorial
 
(
n
-
1
)

```

یا در یک خط:
```
 
factorial
 
n
 
=
 
if
 
n
>
 
0
 
then
 
n
 
*
 
factorial
 
(
n
-
1
)
 
else
 
1

```

این مثال بالا فاکتوریل را به عنوان تابع بازگشتی شرح می‌دهد با یک مبنای پایان بخش (فرض استقرا). تعریف این تابع توسط کدهای هسکل شبیه به گزاری‌های موجود در کتب درسی است. خط اول تابع فاکتوریل نوع تابع را شرح می‌دهد زمانی که اختیاری است یک نوع خوب برای شامل شدن آن مطرح است.
```
 
as
 
the
 
function
 
factorial
 
(
factorial
)
 
has
 
type
 
(
::
)
 
from
 
integer
 
to
 
integer
 
(
Integer
 
->
 
Integer
)

```

این یک عدد صحیح به عنوان آرگومان می‌گیرد ویک عدد صحیح دیگر بازمی‌گرداند. اگر برنامه‌نویس نوع تابع را مشخص نکرده باشد این نوع تعریف به‌طور اتوماتیک استنباط می‌شود.
خط دوم اشاره به تطبیق الگو دارد که یک خصوصیت مهم هسکل است.
یادداشتی که پارامترهای تابع ان در پرانتز نیستند به وسیله فاصله از دوم جدا شده‌است. وقتی که آرگومانهای تابع صفر می‌شوند عدد صحیح به صورت یک برگردانده می‌شود. برای همهٔ موارد دیگر خط سوم آزموده شده.
یک حایل خط سوم را از اعداد منفی که فاکتوریل آن‌ها تعریف نشده حفظ می‌کند بدون حایل این تابع بدون رسیدن به مورد اصلی از طریق همهٔ اعداد منفی تکرار می‌شود. همان‌طور که هست تطبیق الگو کامل نیست.
اگر عدد صحیح منفی به عنوان آرگومان عبور کند برنامه با یک خطای زمان اجرا شکست می‌خورد.
مورد آخر می‌تواند برای این خطای وضعیت چک شود و در عوض یک خطای مناسب چاپ می‌کند.
مانند راه حل‌های گوناگون سری فیبوناچی که در بالا نشان داده شد از یک هم بازگشت برای ساخت یک لیست از اعداد به محض درخواست استفاده می‌کند. شروع از پایه یعنی ۱ و ساختن موارد جدید که نسبت به سایر اعضا حق تقدم دارد آغاز می‌شود.
تکین ها-اتم ها- ورودی /خروجی‌ها
هسکل به عنوان یک زبان خالص اثرات جانبی توابع را ندارد این یک رقابت برای برنامه‌های واقعی است که در میان بقیهٔ موارد احتیاج پیدا می‌کند به تأثیرات محیط برنامه‌نویسی هسکل این مشکل را با نوع داده‌ای اتم حل کرده‌است.
سیستم تایپ به ترتیب دستورها امری یک تناسب بر قرار می‌کند.
یک مثال نوعی از این سیستم شامل حالات بی‌ثبات همزمانی حافظهٔ تراکنشی مدیریت استثناء و انتشار خطاست ولی اتم‌ها برای رسیدن به بسیاری اهداف مفیدند.
هسکل یک ترکیب ویژه برای عبارات اتمی ارائه کرده‌است پس برنامه‌هایی که اثر جانبی دارند می‌توانند به نوعی شبیه زبان‌های امری نوشته شوند برنامهٔ زیر یک نام را از ورودی دریافت می‌کند و در خروجی یک پیغام خوشامد گویی چاپ می‌کند.
```
 
main
 
=
 
do
 
putStrLn
 
"What's your name?"

          
name
 
<-
 
getLine

          
putStr
 
(
"Hello, "
 
++
 
name
 
++
 
"!
\n
"
)

```

do
عبارات با این اصطلاح کار با اتم‌ها را آسان می‌کنند این عبارت با عبارت قبلی یکسان می‌باشد ولی تقریباً برای نوشتن آسان‌تر و قابل فهم‌تر از
De-sugared
که از اپراتور اتم به‌طور مستقیم استفاده می‌کند.
```
 
main
 
=
 
putStrLn
 
"What's your name?"
>>

             
getLine
>>=
 
\
 
name
 
->

              
putStr
 
(
"Hello, "
 
++
 
name
 
++
 
"!
\n
"
)

```

برای اطلاعات بیشتر به مراجع زیر مراجعه کنید.
also wikibooks:Transwiki:List of hello world programs#Haskell

## پیاده‌سازی‌ها
- Glasgow Haskell Compiler (GHC

به کد اصلی به تعداد معیارهای اصلی با استفاده از «سی» به عنوان زبان حیاتی جی اچ سی مشهورترین کامپایلر هسکل می‌باشد. هسکل به تعداد نسبتاً زیادی کتابخانه‌های مفید دارد که فقط با جی اچ سی کار می‌کند.
- Gofer

یک لهجه یا گویش جدید آموزشی هسکل است با ویژگی به نام کلاس‌های سازنده به وسیلهٔ مارک جونز توسعه داده شد.
- HBC

یکی دیگر از کامپایلر کد اصلی هسکل می‌باشد این کامپایلر به‌طور فعالانه کار نمی‌کند و توسعه داده نمی‌شود ولی در بعضی موارد قابل استفاده می‌باشد.
- Helium

یک گویش جدید برای هسکل است. تمرکز روی این لهجه باعث می‌شود که آموخته‌های ما در مورد پیغام‌های خطا روشن‌تر شود. این در همان حالت یک تایپ را کم دارد و اجرای آن با بسیاری از برنامه‌های هسکل ناسازگار است.
- Hugs, the Haskell User's Gofer System,

یک مترجم بایت کد می‌باشد که باعث کامپایل و اجرای سریع خواهد شد. همچنین با کتابخانه‌های گرافیکی ساده نیز همراه است. برای افرادی که در زبان هسکل مبتدی هستند این مترجم مفید است ولی به معنای یک اجرای ساده و بچگانه نیست بلکه بسیار قابل حمل‌تر در اجرا درون هسکل می‌باشد.
- Jhc

یک کامپایلر هسکل است که این کامپایلر تأکید بر سرعت و کارایی بالای برنامه‌ها دارد چنانچه تغییراتی در برنامه اعمال شود.
- nhc98

یک کامپایلر بایت کد هسکل است باید توجه داشت بایت کد اجرای بسیار سریعتری دارد توجه به استفادهٔ کمتر و بهینه تر از حافظه از مزایای این کامپایلر است و یک انتخاب مناسب برای کامپیوترهای قدیمی و کم مصرف است.
- Yhc, the York Haskell Compiler

یک شاخه از ان اچ سی ۹۸ می‌باشد با اهداف ساده‌تر شدن قابل حمل شدن تأثیرگذار تر شدن. پشتیبانی تمام و کمال برای هت. همچنین ویژگی‌ها یی برای جاوا نیز دارد که اجازه می‌دهد به کار برانی که در محیط شبکه کار می‌کنند هسکل را نیز اجرا کند.

### کتابخانه‌ها
از ژانویهٔ ۲۰۰۷ کتابخانه‌ها و موارد کاربردی در یک بسته به نام Hackage جمع شوند یک پایگاه داده ان لاین از برنامهٔ
هسکل که از وسیله‌ای به نام بسته‌کنندهٔ cabal استفاده می‌کند.
از دسامبر ۲۰۰۸ ۹۱۰ بسته قابل استفاده برای کاربران گذاشته شده‌است.
- "Hackage"

یک نقطهٔ میانی برای توزیع هسکل می‌با شد به وسیلهٔ cabal فعالیت‌های توسعه آفرینی هسکل به صورت یک قطب درآمده نصب برنامه‌های جدید هسکل به وسیلهٔ Hackage و وسایل نصب cabal امکان‌پذیر است.
این نصب‌ها بازگشتی و نیاز به وابستگی‌ها یی دارد که اینها با وجود ان در دسترس هستند. امروزه نصب کد هسکل بسیار اسانتر از قبل می‌باشد.